# メディテラス
座標: 北緯34度41分26.9秒 東経135度11分25.1秒 / 北緯34.690806度 東経135.190306度

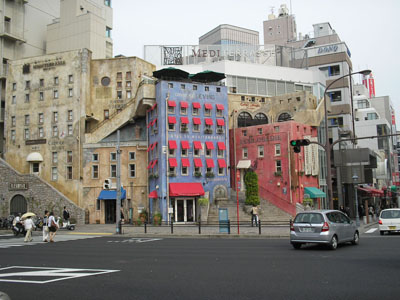

メディテラスは、兵庫県神戸市中央区に存在した施設。神戸・三宮の主要な通りであるトアロードと中央幹線（兵庫県道21号神戸明石線）の交差点南西に位置した。

## 概要
2005年12月1日にオープン。地下1階、地上4階の建物。
ワールドがこれまでに無いファッションのストアとしてオープン。建物のデザインは中世のヨーロッパと現代が融合される。館内は旧ムーア邸という異人館がモチーフとされる。
フランスのプロヴァンスの町並みが再現される。壁から突き出したサインでマルセイユのアパートをイメージした空間が作られる。4階から地下1回までは吹き抜けとなり、吹き抜けの正面の壁はフランスの城のファサードが作り込まれる。
外見だけでなく内部も南欧を想起させるデザインとなる。1階の店舗のカウンター周りの扉や壁は薄い水色に塗装され、海辺のカフェのようになる。床は明るいベージュのタイルが張られる。コーヒーのチェーン店が入っているのだが、他の店舗とは異なったデザインとなる。
この建物は観光地ではなく商業施設であるが、神戸の観光名所として観光案内で紹介される。外壁は鮮やかな漆喰風で日よけの小窓がある。石階段が建物の中にまで続き南フランスの雰囲気になる。他方、三宮センター街に面した南側はガラス張りの店舗となっており、そのギャップも注目された。
2015年11月27日にワールドは、メディテラスをパルコに売却するということを発表する。メディテラスは奇抜な外見からも開業時は大きな話題となったものの、国内外のファッションストアは急増して、ワールドのブランドは勢いを失い、この時点のワールドは4期連続赤字になっていた。この時点で既に多くの店舗が閉鎖され、今後も多くの店舗の閉鎖とブランド廃止が計画され、希望退職にも多くの応募があった。優良資産の譲渡による経営を健全化させる策としてメディテラスを譲渡するに至った。メディテラスの売却が発表されてからも3ヶ月ほど何事も無かったように営業が続けられてきたものの、2016年1月28日に閉店の告知が行われ、3月21日を最終営業日で閉店。
その後しばらく解体されず放置されたが、2016年10月から2017年4月にかけて放映されたNHK朝の連続テレビ小説「べっぴんさん」にちなんだ「神戸別品博覧会」がこの建物で開催された。「べっぴんさん」のヒロインのモデルである坂野惇子が1948年に初めて出店した「ベビーショップ・モトヤ」（後のファミリア）はメディテラスの場所に所在していた。「神戸別品博覧会」の終了後、パルコは当建物の解体を実施のうえ4階建のガラス張り新しいビルを建設し、2018年9月14日に「三宮ゼロゲート」として開業した。